# Adolphe Nysenholc
Œuvres principales
- Charles Chaplin. L’âge d’or du comique (1979)
- Survivre ou la mémoire blanche (1989, 1995)
- Mère de guerre (1998, 2006)
- André Delvaux ou le réalisme magique (2006)
- Bubelè, l'enfant à l'ombre (2007)

Adolphe Nysenholc, né à Anderlecht (Bruxelles) le 24 novembre 1938, est un écrivain belge.

## Biographie

### Enfance et jeunesse
Adolphe Nysenholc est né à Bruxelles. Ses parents, Salomon et Léa Frydman, étaient venus de Pologne. Déportés de Malines le 12 septembre 1942 dans le IXe convoi, ils sont morts à Auschwitz. Nés à Góra Kalwaria (Ghèr en yiddish, un haut lieu du hassidisme), ils s’étaient laïcisés. Ils habitaient avenue Clemenceau à Anderlecht au moment de la rafle.
Adolphe Nysenholc avait été placé par eux, peu avant, en août 1942 dans une famille flamande de Ganshoren, commune du nord de Bruxelles. Il y passe la guerre, jusqu’au retour du seul survivant de la famille, un oncle, revenu, lui, de Birkenau. Celui-ci n’avait pas les moyens de l’élever. Il a placé son neveu dans les orphelinats de l’AIVG (l’Aide aux Israélites victimes de la guerre). Adolphe en a connu successivement cinq, le plus souvent des châteaux (à Profondsart, à Auderghem, à Anderlecht (aux « Hirondelles »), à Boitsfort dans la « Villa Miraval » où avait résidé le Premier Ministre du roi Léopold II, Beernaerts, Prix Nobel de la Paix d’avant 14-18, et à Rhode-St-Genèse au home « Guy Mansbach »). Selon son mot, il y a connu la « vie de châteaux ».
Il fait son service militaire dans la Force aérienne en 1960-1961. Après une scolarité chaotique, il entre à l’université avec un examen au jury central et est licencié en philologie romane en 1966. Son mémoire de fin d’études porte sur une question de stylistique (La Phrase nominale dans Amers de Saint-John Perse, dirigé par Albert Henry, grand spécialiste de ce poète). Il en extrait un article, qui, grâce à son maître, est publié dans le Français moderne (1969, no 3) à Paris.
Professeur de français à l’athénée Fernand Blum (à Schaerbeek), où avait été élève et enseignant le cinéaste André Delvaux, en 1975, il dépose une thèse de doctorat sur Charles Chaplin (patronnée par Jacques Pohl), la première thèse sur le cinéma en Belgique et la première sur Chaplin dans le monde[réf. nécessaire].

### Carrière universitaire et professorale
Adolphe Nysenholc entre à l’Université libre de Bruxelles (ULB) comme professeur en 1980. Ses cours portent sur l’analyse de films et l’esthétique cinématographique à travers des thèmes : les 12 meilleurs films (classement de 1958, lors de l’Exposition universelle à Bruxelles) ; Charles Chaplin et le comique ; André Delvaux et le réalisme magique ; Rêve et cinéma ; la Propagande de guerre à l’écran ; la Shoah dans les films, etc.
Il organise à l’ULB des événements qui génèrent des publications : une Semaine du cinéma de Belgique (75 films et un colloque interuniversitaire) en 1983, qui fut un tournant dans la prise de conscience de la valeur des films produits dans ce pays ; puis une Semaine du film autobiographique (1984) ; un colloque à la mémoire de Samy Szlingerbaum ; et un autre, en 2003, à la mémoire d’André Delvaux, dont il était devenu un ami. Entre-temps, il a également conçu et réalisé, à Paris, le premier colloque international Charles Chaplin (avec près de 50 intervenants) à la Sorbonne et à la Cinémathèque française, dans le cadre de l’Année européenne du cinéma, avec discours inaugural de Simone Veil et participation de Géraldine Chaplin en 1989.

## Littérature
Ses livres sur le cinéma sont des essais, au sens littéraire du terme. Maurice-Jean Lefebve, dans sa préface à L’âge d’or du comique, salue « un remarquable talent d’écrivain ». André Delvaux, à propos d’autres écrits sur des films, était sensible, comme il le lui disait, à « cette écriture ». Les articles d’Adolphe Nysenholc sont des occasions d’exercice de style.
Parallèlement à ses cours sur le cinéma, il écrit des pièces de théâtre, qui sont primées[réf. nécessaire]. Les Amants de Thèbes, qui propose une interprétation originale du mythe d’Amphitryon, et dont la première version est de 1984, obtient le Prix du texte à Agadir en 2002 ; La Passion du diable, qui est une parodie des Évangiles, et s’apparente à Charles De Coster et à son Thyl Ulenspiegel plus qu’à Ghelderode, obtient le Prix du Public à Valenciennes en 1990 et le Prix littéraire du Parlement de la Communauté française en 1995.
Puis, surgissent des œuvres d’inspiration plus autobiographiques. Kammerspiel, qui met en scène une chambre à faire le vide (tout un symbole), est lauréat des Premières Nocturnes (Botanique, 1989). Elle est proche du théâtre beckettien. Survivre ou la mémoire blanche (Ed. CLUEB, Bologne, 2007), obtient le Prix Musin et est traduit en plusieurs langues (italien, néerlandais, allemand, anglais). Mère de guerre est joué à Cracovie, à Bruxelles, à Sibiu (avec surtitres en roumain), à Jérusalem (avec surtitres en hébreu), présenté en lecture-spectacle à Marseille, Avignon, Bruxelles, Braine-l'Alleud, Poix-St-Hubert, Paris, etc.
Quant, à son roman autobiographique, Bubelè l’enfant à l’ombre, commencé en 1980, à la mort de ses sauveurs, il est publié en 2007 chez L’Harmattan. Il s’y opère comme une synthèse de tout ce qu’il a écrit. Il est qualifié passim dans des comptes rendus de « poignant », « déchirant », « attachant », « surtout impressionnant par l’écriture » (Philippe Lejeune). L’auteur dit qu’il ne voulait pas de la distanciation du nouveau roman, ni de l’« écriture blanche » de Georges Perec (W ou le souvenir d’enfance). Il estime que si on veut transmettre la mémoire, il faut toucher la sensibilité de qui lit. Certes, pour éviter la sensiblerie, il pratique une certaine ironie, mais vise néanmoins à émouvoir. Sa thèse sur Chaplin était que le comique pour faire rire exploite les traits d’enfance. De fait, n’osant pas parler de lui-même (toujours malgré lui enfant caché), il parlait de l’enfance d’un autre, et dont l’intérêt ne faisait pas de doute. Mais, comme les témoins de la Shoah commencent à disparaître, il a senti qu’il faisait partie de la génération qui devait prendre le relai.
Sauvé par des Justes, il leur rend hommage par « un beau livre », selon le mot de Philippe Lejeune, Bubelè l’enfant à l’ombre. Il bénéficia d’une résidence d'auteur au Centre national des Écritures du Spectacle à la Chartreuse de Villeneuve-lez-Avignon (2001).

## Œuvre

### Roman
- Bubelè, l'enfant à l'ombre, Éditions L'Harmattan, 2007.

### Théâtre
Il comporte trois volets : gréco-latin (Les Amants de Thèbes) ; judéo-chrétien (La Passion du diable) ; et judéo-ashkenaze : A la vie comme à la mort, Kammerspiel, Survivre ou la mémoire blanche, Mère de guerre. Le tout est traversé par une même problématique.
Inspiré au départ d'Ulenspiegel de Charles De Coster, l’épopée majeure qui a fondé la littérature de Belgique, et du Dibbouk, chef-d’œuvre du théâtre yiddish de Anski, le théâtre d'Adolphe Nysenholc s'articule autour de thèmes forts, comme la possession, la mémoire, les morts, non sans un humour particulier comme politesse du désespoir. Le Soir parle d'un « dramaturge très original » (28 septembre 1998). 
- À la vie comme à la mort (1983, 1986)

Ce monologue fonde le théâtre de Nysenholc. Un homme en scène utilise toutes les techniques du music-hall pour essayer d'établir un dialogue avec le public, un échange d’égal à égal, pour que ce dernier se mette à la place du premier.
- Les Amants de Thèbes (1984, 2001)

Première pièce écrite (en 1984, sous le titre ironique L'Amour divin), elle a connu plusieurs versions. Elle est conçue pour trois comédiens et trois marionnettes. Les dieux sont des statuettes. Comment l’une d’elles va devenir vivante, « passer » en un être de chair, est la question.
- Kammerspiel (1985, 1989)

Un homme apparaît dans une pièce et en disparaît, comme chez Méliès, après chaque réplique, et une femme aussi. Il y a toujours cet espace vide entre eux.
- La Passion du diable (1988, 1995)

Parodie des évangiles. Un psychodrame dans un asile. La fête s'est emparée d'un asile, où le directeur et un psychiatre se laissent insidieusement manipuler par Méphisto. Satan revêt la robe du Christ, et tout bascule, certitudes et points de repère. Qui possède qui dans ce jeu de miroir ? La Passion du diable nous invite dans une danse carnavalesque qui emprunte à Bosch et à Ensor leurs couleurs et leur impertinence. Une interrogation audacieuse en forme de comédie sur le mal et sur la rédemption par l’extase mystique. Parmi les moments mémorables de ses représentations : La lecture à une voix par Jean Guerrin au Théâtre Essaïon à Paris, le 15 juin 1996. On peut en lire aussi un extrait dans Quelques incontournables (Théâtre contemporain Wallonie-Bruxelles, Lansman, 2000).
- Survivre ou la mémoire blanche (1989, 1995)

50 ans plus tard, l'âme morte d'une mère dans la Shoah vient hanter son fils. Vie commune impossible. La première version se trouve dans le Bulletin de la Fondation Auschwitz (no 34, oct.-déc.1992). La création eut lieu au Théâtre-Poème, du 2 janvier au 11 février 1995, dans une mise en scène de Gérard Le Fur. À l'occasion du cinquantenaire de la libération du camp d'Auschwitz. (voir Le Mensuel littéraire et poétique, no 228, février 1995).
- Les Nuits de ma mémoire (recueil, 1998)

Les pièces À la vie comme à la mort, Kammerspiel et Survivre ou la mémoire blanche, précédés de Jugements derniers (inédit), ont été intégrés en une pièce, intitulée les Nuits de ma mémoire. La création eut lieu à la Maison de la Culture d'Arlon, du 10 au 12 janvier 1997, dans une mise en voix et en espace de Jacques Herbet. 
- Mère de guerre (1998, 2006)

La mère déportée et la mère adoptive se disputent le fils. Création au XIIIe Festival du Théâtre Universitaire de langue française de Cracovie, Institut Français, le 27 avril 2004, dans une mise en scène de Jacques Neefs, avec reprises en 2006 (Vénerie). La pièce a été jouée par ACTE dans une mise en scène de Rachel Lascar à plusieurs reprises en Israël (notamment au Yad Vashem à Jérusalem), et a été produite à Sibiu (Eurojudaica, Roumanie), à Paris (Des mots et des actes), à Bruxelles (La Libre Académie, et la petite salle de la grande synagogue).  
- Pas Lui (2007)

Nouveau recueil, qui intègre dans une suite (au sens musical) : « Pas Lui ! » (2003), « L'Ancien de Ganshoren » (cf. RTBF, 1992), « À la vie comme à la mort », « Lapsus », « Charlie » (monologue, interprété par Antonio Labati au Festival de Seneffe le 23 août 2005).

### Essais
Sur Charles Chaplin
De sa thèse de doctorat, il tire un essai, Charles Chaplin. L’âge d’or du comique, publié aux Éditions de l’Université de Bruxelles (1979). Dans la Préface, Maurice-Jean Lefebve, auteur d’un Jean Paulhan chez Gallimard, parle d’un « style souvent éblouissant, d'une juste verve ».
La Presse salue « Un livre extraordinaire » (Michel Grodent). « Travail considérable et novateur, qui s’impose comme un élément essentiel de la bibliographie chaplinienne », estime Marcel Martin. « Incontestablement une des meilleures études sur Chaplin », surenchérit Peter Kral. « C’est en poète qu’il analyse un poète », conclut Paul Davay (Chronique littéraire, Informat, oct. 79).
Le livre, vite épuisé, sera réédité, revu et corrigé, chez L’Harmattan (2003). Il est suivi d’un autre ouvrage, Charles Chaplin ou la légende des images (Méridiens-Klincksieck, Paris, 1987), préfacé par Dominique Noguez.
Ces études, « dont toute la recherche chaplinienne des vingt dernières années s'est inspirée » (Francis Bordat, Positif, 2004), font de Nysenholc « un des tout meilleurs spécialistes mondiaux de Chaplin ». (ibid.)
Sur André Delvaux
Dès sa rencontre avec André Delvaux, naît une amitié entretenue par un long compagnonnage qui survivra à la mort du cinéaste et qui s’est traduite par des ouvrages collectifs, un colloque, et finalement un ouvrage de synthèse fort personnel : André Delvaux ou le réalisme magique (Cerf, 2006). Ce livre fut qualifié d’emblée de « riche et poétique » par la directrice de collection.

## Récompenses et distinctions
- Lauréat des Premières Nocturnes (1989), avec Kammerspiel.
- Prix du public au Concours international de Valenciennes (1990), avec La Passion du diable.
- Prix Louis Musin (1993), avec Survivre ou la mémoire blanche.
- Prix littéraire du Parlement de la Communauté française (1998), avec La Passion du diable.
- Prix du texte au Festival international du théâtre universitaire d’Agadir (Maroc, 25 avril 2002), avec les Amants de Thèbes.
- Finaliste du Prix Rossel (2007), avec Bubelè l’enfant à l’ombre.

### Articles
De l’auteur sur ses écrits
- « Survivre ou la mémoire blanche », in Bulletin de la Fondation Auschwitz, no 34, octobre-décembre 1992.
- [L’auteur par lui-même], in Mère de guerre, Éditions du Paradoxe, Paris, 2004.
- « Pourquoi écrire la Shoah ? », in Centrale, septembre 2008.
- « Écrire : vrai ou faux ? » [sur la genèse de Bubelè l’enfant à l’ombre et les choix d’écriture], in L’Enfant terrible de la littérature, Mosaïque, Ed. Didier Devillez, 2011 .

Presse
- Jean-Claude Vantroyen, « Finalistes du Prix Rossel », Le Soir du 23 novembre 2007
- Shirley Rusiniak, « Un témoignage d’affection », in L’Arche, no 600, Paris, mai 2008.
- Alfred Strasser, (en allemand), in Krautgarten, no 52, juin 2008.
- Françoise Nice, in Points Critiques, no 294, mars 2009.
- Jacques De Decker, « Un dramaturge à découvrir », Le Soir, 28 septembre 1998.
- Article du journal La Libre Belgique à l’occasion du Prix littéraire du Parlement de la Communauté française de Belgique, 28 septembre 1998.
- O. P, La représentation au Goethe Institut, dans Centrale, no 258, décembre 1992.
- Alain Suied, La représentation au Théâtre-Poème, dans L’Arche, no 454, Paris, décembre 1995.
- Jacques De Decker, in Le Répertoire des auteurs dramatiques contemporains, Théâtre belge de langue française, no 55 d’Alternatives Théâtrales, août 1997, p. 149
- Anne-Marie Hamesse, in Nos Lettres, décembre 2006
- Bernadette Nicolas, in Pétales, no 51, octobre 2006.
- Laurent Ancion, Le Soir, octobre 2006.
- La Libre Belgique, « Agadir », 3 avril 2002.
- Francis Bordat, in Positif, no 525, Paris, novembre 2004
- Michel Grodent, Le Soir, 22 février 1979.
- Marcel Martin, Écran 79, no 81, 15 juin, Paris, 1979.
- Petr Kral, Positif, Paris, janvier 1981.
- Marie Martin, in Contre Bande, revue de l’Université de Paris I – Panthéon-Sorbonne, 2008, no 16, 2007.

### DVD
- Monsieur Nysenholc, Une enfance dans l’ombre, Témoignages, Mémoire vive, Watermael-Boitsfort, 2008.
- Mère de guerre, captation de la pièce à la Vénerie à Boitsfort par Juan Andres et l’auteur, Prod. L’Echange-IMAJ, 2007.
- Mère de guerre, captation de la pièce à Beit Schmuel par Nicole et Barak Bard, à Jérusalem, 2008